# Short S.32
El Short S.32 fue un monoplano de transporte de largo alcance totalmente metálico y cuatrimotor británico, diseñado por Short Brothers según la Especificación 14/38 del Ministerio del Aire. El proyecto fue abandonado en mayo de 1940. Si se hubiera producido, habría sido uno de los primeros aviones de pasajeros presurizados británicos.

## Desarrollo
En 1938, el Ministerio del Aire británico emitió dos especificaciones (14/38 y 15/38) para grandes aviones de transporte comparables en tamaño con el Junkers Ju 90 y el Focke-Wulf Fw 200, siendo la Especificación 14/38 para uso en rutas del Imperio y la 15/38 para rutas europeas. El Ministerio firmó un contrato con Shorts por tres prototipos denominados Short S.32, según la especificación 14/38, y un pedido de producción por 14 Fairey FC1, según la especificación 15/38.
El S.32 era un monoplano de ala media cuatrimotor propulsado por radiales Bristol Hercules. El S.32 poseía un tren de aterrizaje con rueda de cola ideado para superar los problemas relacionados con la rueda de morro retrayéndose hacia un fuselaje presurizado. La construcción de tres prototipos para el Ministerio del Aire se inició en Rochester, pero debido a la urgente necesidad de que la fábrica construyera el Short Stirling, la fabricación fue abandonada.

## Especificaciones
Referencia datos: Jackson

### Características generales
- Capacidad: 16 pasajeros diurnos o 14 nocturnos, con una disposición de alta densidad para 24
- Longitud: 27,1 m (89 ft)
- Envergadura: 38,7 m (127 ft)
- Superficie alar: 188 m² (2023,7 ft²)[5]
- Peso vacío: 17 713 kg (39 039,5 lb)
- Peso cargado: 32 205 kg (70 979,8 lb)
- Planta motriz: 4× motor radial de 14 cilindros refrigerado por aire Bristol Hercules.
  - Potencia: 930 kW (1282 HP; 1265 CV) cada uno.
- Capacidad de combustible: 15 000 L

### Rendimiento
- Velocidad máxima operativa (Vno): 443 km/h (275 MPH; 239 kt) (sin presurizar)[5]
- Velocidad crucero (Vc): 396 km/h (246 MPH; 214 kt)
- Alcance: 5500 km (2970 nmi; 3418 mi)

## Aeronaves relacionadas

### Aeronaves similares
- Junkers Ju 90
- Douglas DC-4

### Secuencias de designación
- Secuencia S._ (interna de Short, posterior a 1921): ← S.29 - S.30 - S.31 - S.32 - S.33 - S.34 - S.35 →